# Balestui
Balestui és un poble del terme municipal de Baix Pallars, a la comarca del Pallars Sobirà. Pertanyia a l'antic terme de Peramea.
Està situat a la part inferior de la Vall d'Ancs, al sud-est de Sellui, al nord-est de Bretui, al nord-oest de Peramea i, tot i que més lluny, a ponent del Comte. És a l'esquerra del Riu d'Ancs.
Està documentada l'existència al segle ix d'una cel·la monàstica sota l'advocació de Sant Fruitós. L'actual església, sense culte i mig enderrocada, havia estat sufragània de la parroquial de Peramea.

## Etimologia
Segons Joan Coromines, Balestui és un dels molts topònims pirinencs d'origen basc. Està format pels ètims: belatz (herbassar) i toi (paratge), que donaria l'actual Balestui, amb el significat de paratge ple d'herbassars. Així i tot, Coromines no exclou del tot l'origen en l'arrel berezi (separat).

## Geografia
En el fogatge del 1553, Balestui (Balestuy) declara juntament amb Cabestany, Montcortès de Pallars, Bretui i Puigcerver 27 focs laics i 1 d'eclesiàstic.
Pascual Madoz dedica un breu article del seu Diccionario geográfico... a Balestui (Balastuy). S'hi pot llegir que el poble està situat en el vessant meridional de la muntanya denominada Coma de Tó, amb lliure ventilació i clima fred, però sa. Destaca que, tot i pertànyer a l'ajuntament de Peramea, té un alcalde elegit pels veïns. Tenia en aquell moment 4 cases, amb església sufragània de la d'Ancs.
El territori és pedregós i trencat, i el fertilitzen el riu d'Ancs i diversos barrancs, així com les fonts, que serveixen per a l'abastiment d'aigua dels veïns del poble i del seu bestiar. S'hi collia poc blat, ordi, sègol, una mica d'oli, hortalisses, fruites i herba per a pastures. De bestiar, hi havia vaques, ovelles i cabres, i caça de conills, perdius i llebres. La població, inclosos els masos i pobles esmentats, era de 2 veïns (caps de casa) i 23 ànimes (habitants).

## Demografia
| 1981 | 2000 | 2002 | 2004 | 2006 | 2008 | 2010 | 2011 | 2013 |
| ---- | ---- | ---- | ---- | ---- | ---- | ---- | ---- | ---- |
| 2    | 5    | 9    | 10   | 12   | 12   | 12   | 10   | 9    |

### Les cases del poble[4]
| - Casa Aleman - Casa Bairat - Casa Coix | - Casa Cossant - Casa Don Marc - Casa Guerxo | - Casa la Farrageta - Casa Marietó - Casa Mestre Peró | - Casa Pagès - La Rectoria | - Casa Salat - Casa Viudet |

## Llocs d'interès
- Ruïnes de l'església de Sant Fruitós de Balestui, antic monestir benedictí datat del segle ix. A mitjans del segle x passà a dependre del monestir de Santa Maria de Gerri.